# Nura Aūdany
Nura Aūdany är ett distrikt i Kazakstan.   Det ligger i oblystet Qaraghandy, i den centrala delen av landet, 130 km söder om huvudstaden Astana.